# Le Roi de Mazy May
Le Roi de Mazy May (titre original : The King of Mazy May) est une nouvelle américaine de l'écrivain Jack London publiée aux États-Unis en 1899. En France, elle a paru pour la première fois en 1975.

## Historique
La nouvelle est publiée dans le magazine The Youth's Companion (en) en novembre 1899, elle n'a pas été reprise dans un recueil.

## Éditions

### Éditions en anglais
- The King of Mazy May, dans le magazine The Youth's Companion (en), 30 novembre 1899.

### Traductions en français
- Le Roi de Mazy May, traduction de Jacques Parsons, in Souvenirs et aventures du pays de l’or, recueil, U.G.E., 1975.